# Pape Maly Diamanka
Pape Maly Diamanka (Dakar, 10 gennaio 1990) è un calciatore senegalese, centrocampista svincolato.

## Carriera

### Club
Nella stagione 2011-2012 ha giocato nella Liga con il Rayo Vallecano, collezionando 7 presenze. Il 22 agosto 2012, è passato in prestito al Vålerenga.
In seguito ha giocato con Sestao River, Leganés, Real Saragozza, Almería e Numancia.

### Nazionale
Con il Senegal ha partecipato al Campionato africano di calcio Under-23 2011.